# Вини, Дженли Тегу
Дженли Тегу Вини (англ. Jenly Tegu Wini; род. 9 июня 1983) — тяжелоатлетка, представляющая на международной арене Соломоновы Острова. Участница двух Олимпийских игр. Победительница Тихоокеанских игр.

## Карьера
Спортивную карьеру Дженли Тегу Вини начала в весовой категории до 63 кг и в этой категории завоевала первую в карьере медаль — серебро Тихоокеанских мини-игр в 2009 году. 
Через два года, в 2011 году, Вини уже выступала в категории до 58 кг и стала вице-чемпионкой Тихоокеанских игр, прошедших в Нумеа. В 2012 году дебютировала на Олимпийских играх и стала знаменосцем сборной Соломоновых Островов на церемонии открытия Олимпиады. В соревнованиях в весовой категории до 58 кг Вини подняла в сумме 160 кг (65+95 кг) и заняла 17-е место, став последней среди спортсменок, получивших ненулевую оценку.
В 2015 году в Порт-Морсби стала победительницей Тихоокеанских игр, а через год на Играх в Рио-де-Жанейро вновь была удостоена чести быть знаменосцем сборной Соломоновых Островов. В соревновательной программе Вини выступила удачнее, чем на предыдущей Олимпиаде: она зафиксировала результат 188 кг (84+104) и заняла предпоследнее 16-е место, обойдя на 26 кг Айшу Аль-Балуши из ОАЭ. 
В 2018 году с результатом 189 кг (84+105) завоевала бронзовую медаль на Играх Содружества в Голд-Косте.